# NGC 1708
NGC 1708 é um aglomerado aberto na direção da constelação de Camelopardalis. O objeto foi descoberto pelo astrônomo John Herschel em 1831, usando um telescópio refletor com abertura de 18,6 polegadas. 